# مراجعة الأقران العلمية
مراجعة الأقران العلمية ( ويشار لها أحيانًا بالتحكيم) هي عملية نقد الأعمال العلمية لمؤلف ما وأبحاثه أو أفكاره، وذلك من قبل خبير نظير له يحمل مؤهلات معادلة لمؤهلاته أو أعلى.

## التاريخ
أول سجل لمراجعة ماقبل الطباعة من الأقران كان عام 1665م، بواسطة هنري أولدنبورغ، المحرر المؤسس لدورية انتقالات فلسفية للجمع الملكي، في الجمعية الملكية بلندن.
أول منشور رُجِعَ بواسطة الأقران ربما يكون المقالات الطبية التي نشرت بواسطة الجمعية الملكية بإدنبرة عام 1731.

## اقرأ أيضاً
- مراجعة الأقران